# Мартін Фрідек (1992)
Мартін Фрідек (чеськ. Martin Frýdek, нар. 24 березня 1992, Градець-Кралове) — чеський футболіст, захисник, півзахисник «Аріс» (Салоніки).
Виступав, зокрема, за клуби «Спарта» (Прага) та «Слован», а також молодіжну збірну Чехії.

## Клубна кар'єра
У дорослому футболі дебютував 2011 року виступами за команду клубу «Спарта» II, в якій провів один сезон, взявши участь у 22 матчах чемпіонату. За основну коману «Спарти» дебютував 2012 року. Відіграв за празьку команду наступний сезон своєї ігрової кар'єри.
Протягом 2012 року, граючи на правах оренди, захищав кольори команди клубу «Сениця».
У 2013 році уклав контракт з клубом «Слован», у складі якого провів наступні два роки своєї кар'єри гравця.  Більшість часу, проведеного у складі «Слована», був основним гравцем команди.
До складу клубу «Спарта» (Прага) знову приєднався 2015 року. Відтоді встиг відіграти за празьку команду 9 матчів в національному чемпіонаті.

## Виступи за збірні
У 2010 році дебютував у складі юнацької збірної Чехії, взяв участь у 9 іграх на юнацькому рівні.
З 2012 року залучався до складу молодіжної збірної Чехії. На молодіжному рівні зіграв у 6 офіційних матчах.

## Титули і досягнення
- Володар Кубка Чехії (2):

«Слован»: 2014-15
«Спарта»: 2019-20
- Володар Кубка Швейцарії (1):

«Люцерн»: 2020-21